# アルベルト・オリヴェイラ・バイオ
アルベルト・コスタ（Alberto Costa）こと、アルベルト・オリヴェイラ・バイオ（Alberto Oliveira Baio, 2003年9月29日 - ）は、ポルトガル・ポルト県サント・ティルソ出身のサッカー選手。プリメイラ・リーガ・FCポルト所属。ポジションはDF。

## クラブ経歴
10歳の時にヴィトーリアSCのユースチームに入団。2021年4月にプロ契約を結び、3年契約を締結。2022年2月に傘下のヴィトーリアSC Bに昇格。2022-23シーズンにBチームで19試合1ゴールを記録したところでトップチームに昇格。2023-24シーズンもBチームで22試合2ゴールを記録し、2024年4月にトップチームに招集され、21日のスポルティング・クルーベ・デ・ポルトゥガル戦で、後半25分に起用され、トップチームデビュー。翌2024-25シーズンより正式にトップチームに定着。12月12日のUEFAカンファレンスリーグ 2024-25のFCザンクト・ガレン戦では、後半39分にプロ初ゴールを決めた。
2025年1月15日、ユヴェントスFCと2029年までの契約を締結した事が発表された。
2025年7月24日、FCポルトへの完全移籍が決定。契約は2030年6月30日までの5年間。同時にユヴェントスに加入したジョアン・マリオとの実質的なトレードの形となる。

## 代表経歴
2021年と2023年にそれぞれU-18とU-20のポルトガル代表でのプレー経験を持つ。